# Альпиния пурпурная
Альпиния пурпурная, красный имбирь (лат. Alpinia purpurata) — вид травянистых растений рода Альпиния семейства Имбирные (Zingiberaceae), происходящих из тропических районов Малайзии, Новой Каледонии, Соломоновых островов. В настоящее время растение широко культивируется во многих странах с тропическим климатом.
Листья продолговатые до 80 см в длину и 10—20 см в ширину, остроконечные. Цветоносы могут достигать в высоту 2 м. Растение выглядит эффектно благодаря крупным прицветникам красного цвета (в культуре иногда розовые или белые), на которых находятся небольшие белые цветки.
Растение было введено в культуру в качестве декоративного в 1928 году и сейчас натурализовалось во многих регионах земного шара с подходящим климатом.
В некоторых местах, например, на Фиджи, растение одичало и распространилось вдоль троп и ручьёв, расселилось в лесах и по краям мангровых болот, встречается на высотах до 500 метров над уровнем моря.
|                             |  |
| Листья, цветки на цветоносе |  |